# Pablo Benegas
Pablo Benegas Urabaien (San Sebastián, Guipúzcoa, 21 de junio de 1976) es un músico y guitarrista español, de ascendencia vasca de la banda La Oreja de Van Gogh.

## Biografía
Nació el 21 de junio de 1976 en San Sebastián, Guipúzcoa. Es hijo de Maite Urbaien y del político que fuera presidente del Partido Socialista de Euskadi (PSE-EE) Txiki Benegas fallecido en 2015.
Además de su pertenencia a La Oreja de Van Gogh dirigió un cortometraje llamado La promesa en la que participó su actual esposa Eider Ayuso y quiso ser torero.

## En La Oreja de Van Gogh
Es el guitarrista y letrista,[cita requerida] junto a Xabier San Martín del grupo, en la actualidad.